# Малага (провинция)
Ма́лага (исп. Málaga) — провинция на юге Испании в составе автономного сообщества Андалусия. Административный центр — Малага.

## География
Территория — 7308 км² (35-е место среди провинций страны).
По провинции протекает река Гуадальорсе.

## Демография
Население — 1 652 999 млн (6-е место; данные 2013 г.).
1 661 785 чел. (2019 г.)
Среди 250 тыс. иммигрантов — британцы, марокканцы, немцы, аргентинцы, румыны, итальянцы, колумбийцы, украинцы, французы, эквадорцы, боливийцы, китайцы, болгары и россияне.

## Административное устройство
- Антекера (Antequera)
- Велес-Малага (Vélez-Málaga)
- Малага (Málaga)
- Марбелья (Marbella)
- Нерха (Nerja)
- Торремолинос (Torremolinos)
- Ронда (Ronda)

## Экономика

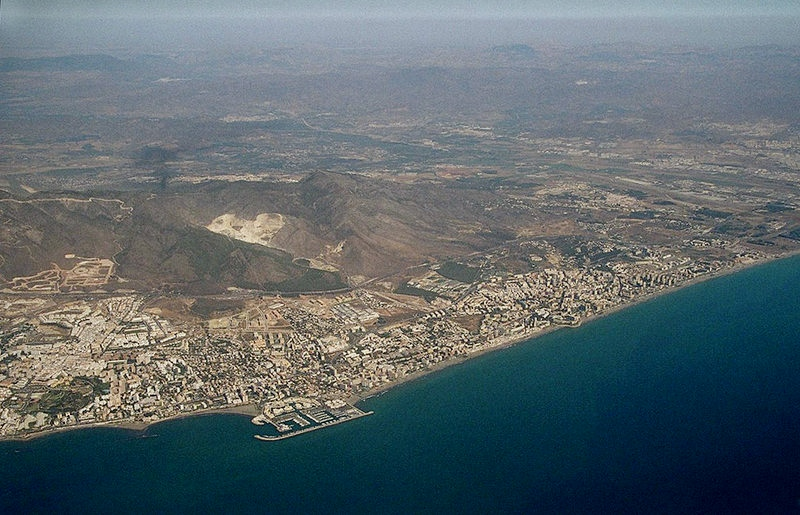
Торремолинос. Побережье Коста-дель-Соль.

Основные отрасли экономики — туризм, транспорт, строительство, торговля, пищевая (мясные, рыбные и молочные продукты, оливковое масло, сахар, вино, пиво, яйца), химическая, мебельная и текстильная промышленность, энергетика, коммунальные и финансовые услуги, сельское хозяйство (оливки, цитрусовые, виноград, картофель, лук, спаржа, пшеница, бобовые, авокадо, манго, миндаль, сахарный тростник, цветы), информационные технологии и научные исследования.
В Малаге расположены штаб-квартиры банков «Уникаха» и «Банко Эуропео де Финансас», строительных корпораций и операторов недвижимости «Сандо», «Айфос» и «Ингеконсер», крупной компании в сфере информационных технологий «Новасофт», компании в сфере солнечной энергетики «Исофотон» («Групо Берге»), операторов общественного транспорта «Метро де Малага» («Консорсио де Транспорте Метрополитано дель Ареа де Малага») и «Эмпреса Малагэнья де Транспортес», авиакомпании «Операдор Аэрео Андалус» / «Андалус Линеас Аэреас», производителей детской одежды «Майорал» и «Чаранга», винодельческих компаний «Бодегас Гомара» и «Бодегас Китапенас», испанские штаб-квартиры корпораций «Фудзицу» и «Перно Рикар».
Среди крупнейших предприятий города — аэропорт Малаги («АЭНА»), морской порт («Пуэртос дель Эстадо»), технологический парк Андалусии, электротехнические заводы «Сименс» и «Хуавэй», пивоваренный завод «Групо Махоу Сан-Мигель», торговый центр «Виалиа», исследовательский центр «Оракл».
Город Марбелья является столицей курортного района Коста-дель-Соль; здесь расположена штаб-квартира гостиничной сети «Фуэрте Хотелес». В городе Велес-Малага расположены морской курорт и рыболовецкий порт. Прибрежная часть муниципалитета Михас известна как популярный морской курорт. Соседний город Фуэнхирола также известен как морской курорт, имеет рыболовецкий порт. В городе Торремолинос расположен морской курорт. В городе Эстепона расположены морской курорт и рыболовецкий порт; здесь базируется штаб-квартира крупного агрохолдинга «Кооператива Агрикола де Эстепона».
В городе Бенальмадена расположен морской курорт; среди крупнейших предприятий — казино «Групо де Эмпресас Гран Мадрид». В городе Антекера базируется штаб-квартира крупнейшего в стране производителя оливкового масла и оливок «Охибланка»; среди крупнейших предприятий — пищевые фабрики «Охибланка», «Групо Сиро» и «Бимбо», торговый центр «Абиерто». В городе Ринкон-де-ла-Викториа расположен морской курорт. Город Ронда является крупным туристическим центром; здесь базируется штаб-квартира телеканала «Ронда Телевисьон». В городе Фуэнте-де-Пьедра базируется штаб-квартира винодельческой компании «Бодегас Малага Вирхен». В городе Олиас (Малага) базируется штаб-квартира винодельческой компании «Бодега Антигуа Каса де Гуардиа».

## Достопримечательности
- Крепость Алькасаба (Alcazaba de Málaga);
- Римский театр в Малаге (Teatro Romano);[1]
- Английское кладбище;
- Биснагеро;
- Сеначеро;
- Театр Сервантеса;
- Хибральфаро;
- Малагский парк;
- Музеи Малаги;[2]
- Сады Малаги.[3]